# Blundstone Footwear

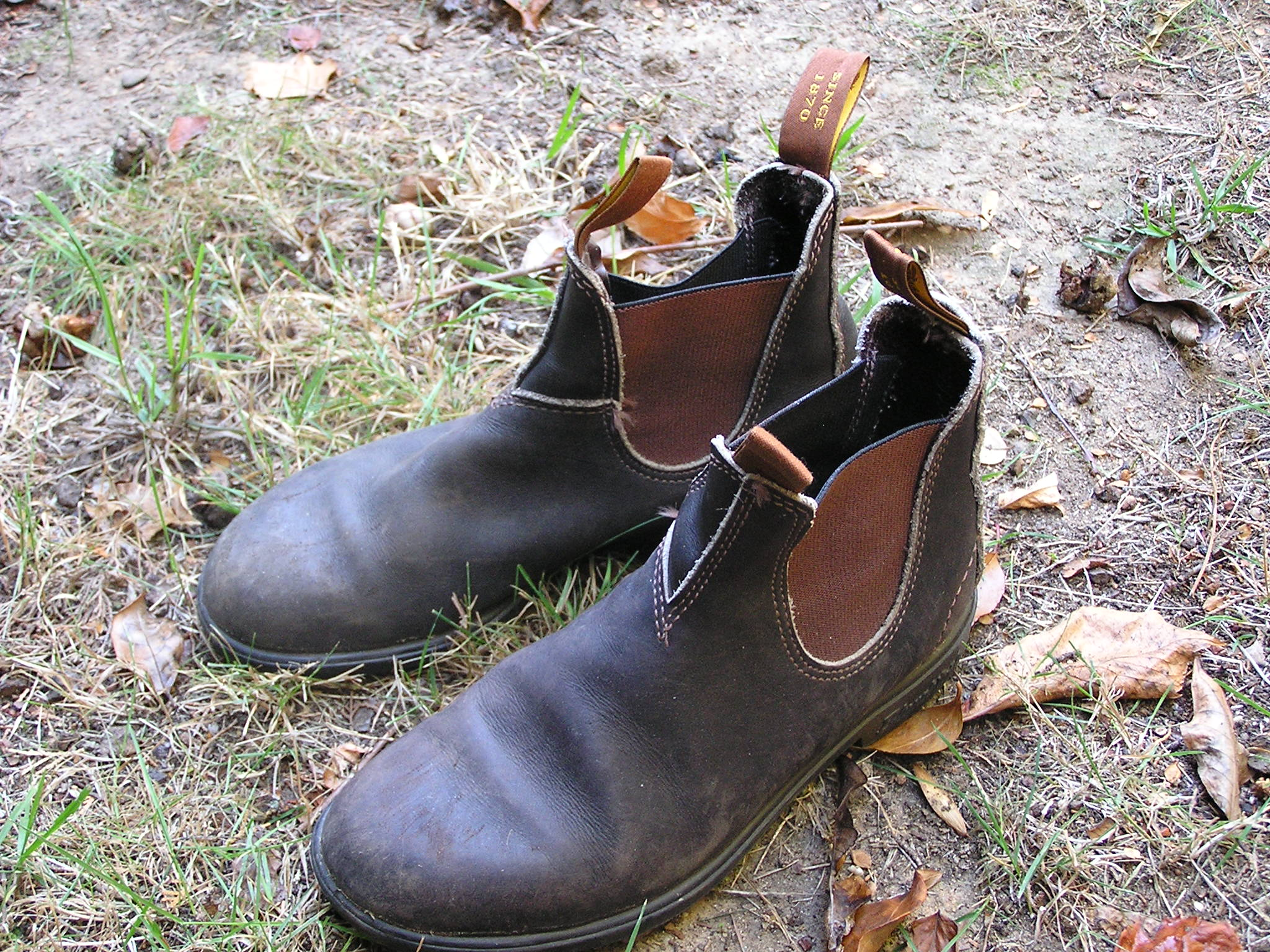
Stivali Blundstone

Blundstone Footwear (ˈblʌndstən BLUND-stən) è un marchio di calzature australiano, di Hobart, Tasmania, con manifattura oltremare dal 2007. Il prodotto più noto è lo stivale con bande elastiche laterali chiamati "The Original", e conosciuti in Australia come "Blunnies".

## Storia
La Blundstone company fu creata da emigranti dall'Inghilterra alla Tasmania.
John e Eliza Blundstone arrivarono a Hobart Town dal Derbyshire, il 14 ottobre 1855. John Blundstone fabbricava divani fino al 1870, poi iniziò a importare calzature dalla patria natale poi a Hobart in Liverpool Street iniziò la fabbricazione.
Dal 1892, Blundstone Sylvanus, primogenito, entrò in affari con il padre creando la J. Blundstone & Son, fabbricando stivali a Collins Street, e poi a Campbell Street. L'importazione continuò ad opera dell'altro figlio William, con la W.H. Blundstone & Co.
Alla fine del XIX secolo le aziende iniziarono ad avere problemi finanziari. J. Blundstone & Son fu comprata nel 1901 dalla famiglia Cane, e W.H. Blundstone & Co. entrò in bancarotta nel 1909. I Cane condussero l'azienda fino alla Grande depressione in Australia e la società venduta. I compratori furono: James T.J. e Thomas Cuthbertson, nel 1932. Furono  pronipoti di James Cuthbertson uno dei fondatori di Melbourne, a seguito dei Roaring Forties e arrivati a Hobart nel 1853.
I fratelli Cuthbertson continuarono l'attività con successive fusioni societarie sempre a marchio Blundstone, a  South Hobart, e la sede a Moonah. Nel 2000 la società Blundstone acquisitò il marchio calzaturiero John Bull, fondato nel 1934 in Nuova Zelanda.
La conceria venne chiusa nel 2009.

## Manifattura
Nel gennaio 2007, Blundstone Australia annuncia che causa la crisi finanziaria il prodotto verrà prodotto non più in Australia e Nuova Zelanda ma in Tailandia, India e Vietnam, con 360 licenziamenti in Australia. Ma Blundstone pianificò anche che almeno 200.000 paia di calzature sarebbero ancora uscite dalla fabbrica di Tasmania ogni anno, stivali in particolare.
Il sindacato "Construction, Forestry, Mining and Energy Union", annunciò che avrebbe boicottato la marca se la produzione fosse portata all'estero.

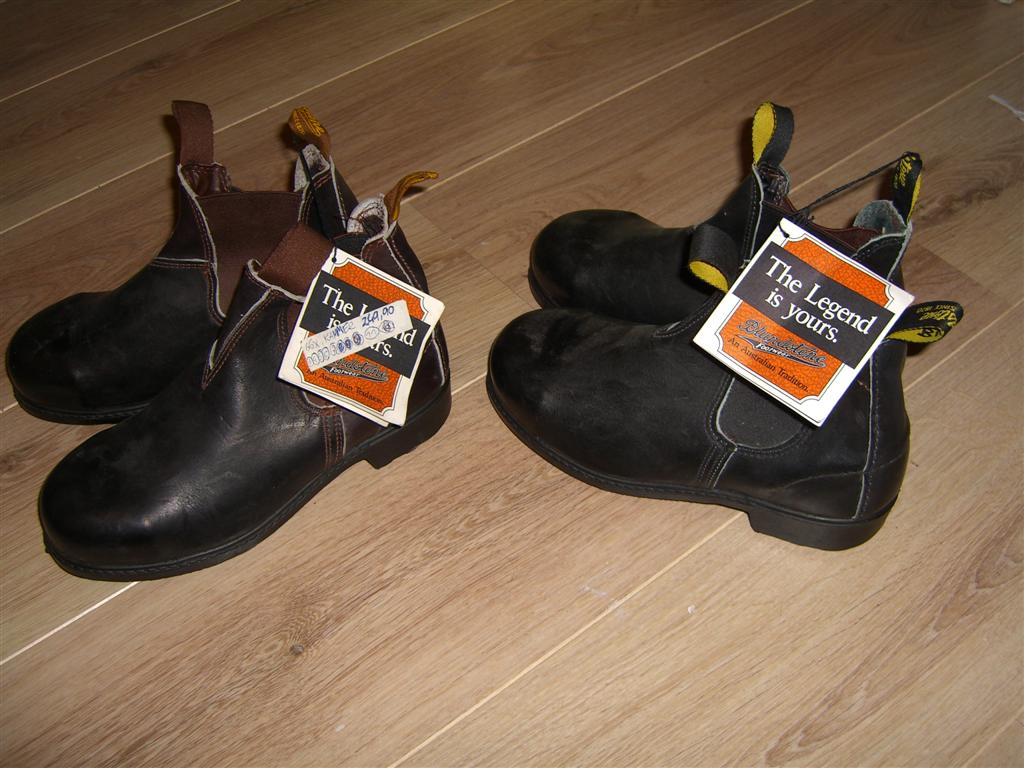
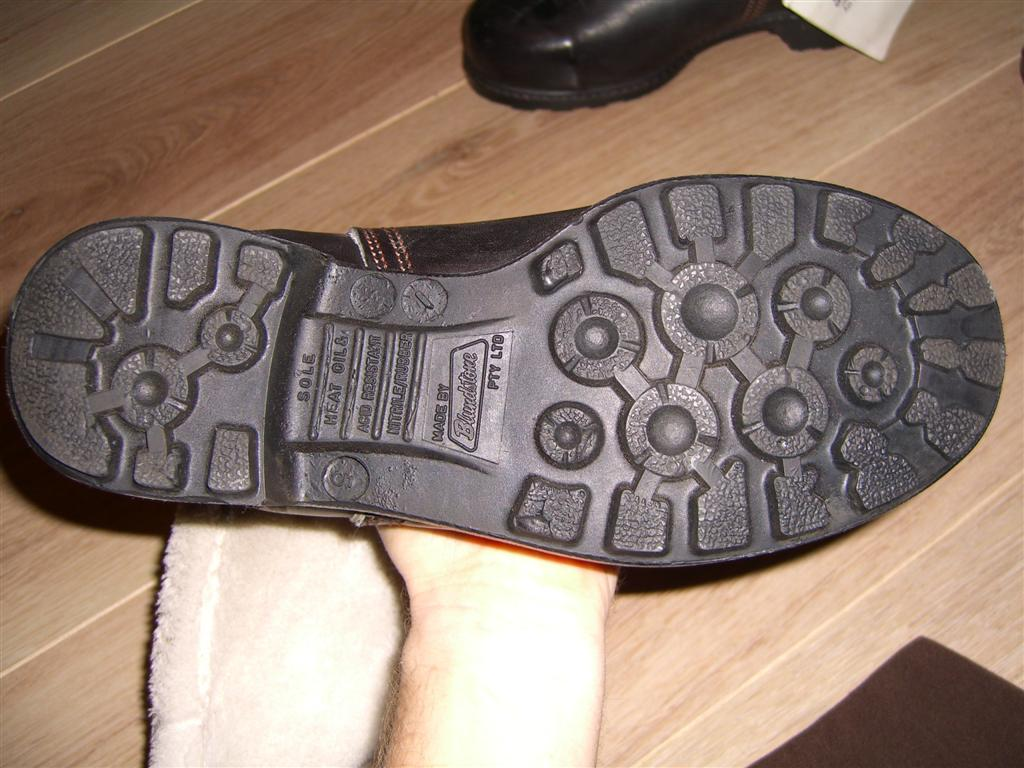

Sotto due paia di Blundstone 803: